# Vărd
Vărd (deutsch Werd, ungarisch Vérd) ist ein siebenbürgisches Dorf im Kreis Sibiu in Rumänien. Das Dorf gehört der Gemeinde Chirpăr (deutsch Kirchberg) an. Es wurde 1317 erstmals urkundlich erwähnt.

## Lage
Vărd liegt etwa 4,2 Kilometer südwestlich von Agnita (deutsch Agnethlen) (Luftlinie) im Harbachhochland auf einer durchschnittlichen Höhe von 435 Metern über dem Meeresspiegel. Es hat über die Kreisstraße DJ 105D eine Verkehrsverbindung zu Agnita und dem südwestlich gelegenen Dorf Chirpăr.

## Bevölkerung
2002 lag die Einwohnerzahl von Vărd bei 348 Einwohnern. 275 davon waren Rumänen, 60 waren Roma, 11 Ungarn und zwei davon waren Rumäniendeutsche.